# Jegorkino (Tatarstan)
Jegorkino (ros. Егоркино) – wieś (sieło) w Rosji, w Tatarstanie, w rejonie nurłackim. W 2010 liczyła 974 mieszkańców, głównie Czuwaszy.